# Norbert Niemann

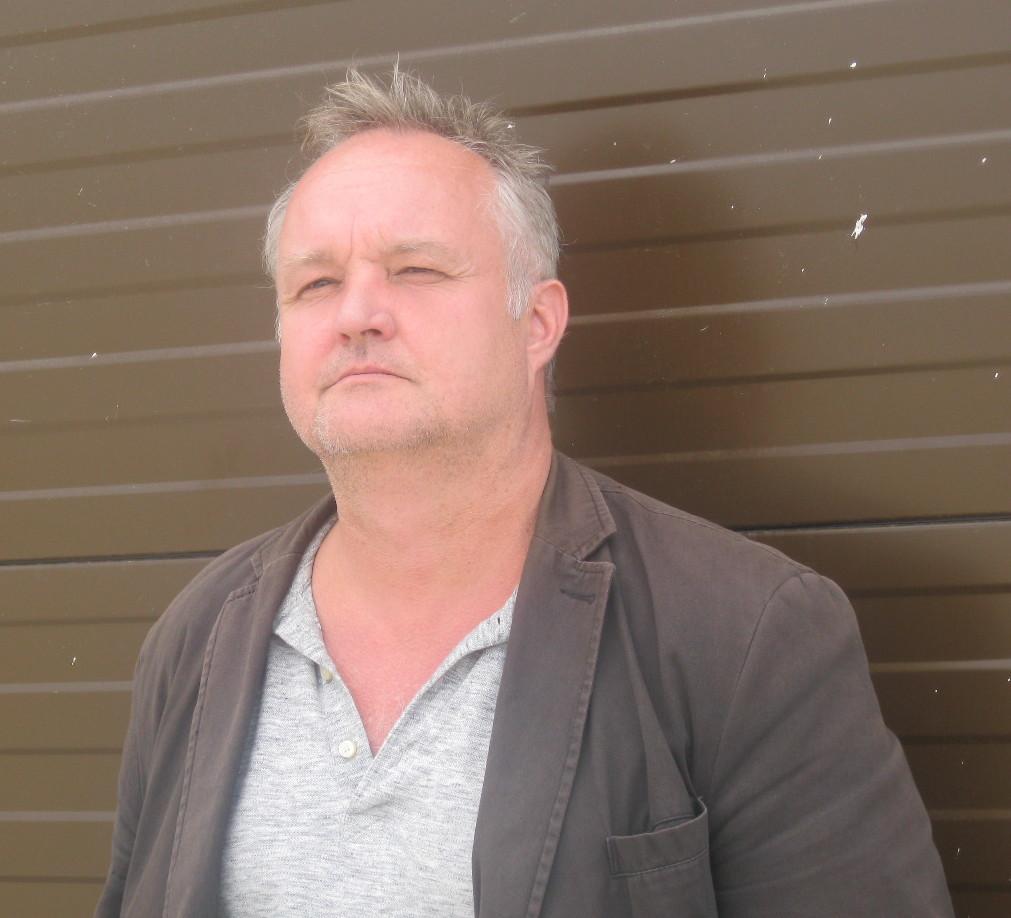
Norbert Niemann (2013)

Norbert Niemann (* 20. Mai 1961 in Landau an der Isar) ist ein deutscher Schriftsteller.

## Leben
Norbert Niemann wuchs in Niederbayern auf. Nach der Reifeprüfung studierte er ab 1982 Literatur-, Musikwissenschaft und Neuere Geschichte an der Universität Regensburg, ab 1985 an der Universität München. Während seines Studiums in Regensburg war Niemann von 1983 bis 1985 Instrumentalist und Sänger der New-Wave-Band Diebe der Nacht, für die er auch komponierte und erstmals Liedtexte schrieb. Gemeinsam mit gleichaltrigen Autoren wie Marcel Beyer und Durs Grünbein war Niemann ab 1987 Mitarbeiter und Redakteur bei der Literaturzeitschrift Konzepte, sowie Mitglied der Autorengruppe Gruppe Schöner Wohnen. Für seinen Roman Die Einzigen (Berlin Verlag) wurden einige der Aufnahmen von Diebe der Nacht neu aufbereitet. Mit einer Arbeit über Neue Subjektivität erlangte Niemann 1989 den akademischen Grad des Magister Artium. Seit 1997 lebt er mit seiner Familie als freier Schriftsteller in Chieming am Chiemsee.
Norbert Niemann ist Verfasser zahlreicher Essays und Kritiken sowie Autor von vier Zeitromanen. Sein gesellschaftskritisches Werk und seine Poetologie sich wandelnder Erzähltechniken ist unter anderem beeinflusst von Adornos/Horkheimers Dialektik der Aufklärung, Gilles Deleuze und Michel Foucault. Niemanns analytischer Ansatz wird von der Kritik in der Nachfolge Robert Musils, Joseph Roths, Thomas Manns oder Arthur Schnitzlers eingeordnet.
Norbert Niemann erhielt den Klagenfurter Ingeborg-Bachmann-Preis 1997, 1998 den Förderpreis des Landes Bayern für Literatur sowie 1999 den Clemens-Brentano-Preis der Stadt Heidelberg. Für seine Bühnenfassung des Musiktheaterstücks Musicophilia (nach Oliver Sacks) erhielt er 2016 den International Music Theatre Now Award, für seinen Roman „Die Einzigen“ das New York-Stipendium des Deutschen Literaturfonds. Von 2006 bis 2014 war er stellvertretender Vorsitzender des Landesbezirks Bayern des Verbandes deutscher Schriftsteller (VS) in ver.di und ist Mitglied des PEN-Zentrums Deutschland und Gründungsmitglied des PEN Berlin. Niemann nimmt regelmäßig an den Lübecker Literaturtreffen teil. 2015 erhielt er den Carl-Amery-Literaturpreis. Seit Sommer 2015 ist er Mitglied der Bayerischen Akademie der Schönen Künste. 2019 erhielt er eines der Arbeitsstipendien für Münchner Autorinnen und Autoren für sein neues Romanprojekt (Arbeitstitel: Dianoia).

## Romane
- Wie man’s nimmt

Wie man’s nimmt erzählt die Geschichte von fünf Menschen in den 1990er-Jahren. Schauplatz sind nicht die großstädtischen Ballungszentren, in denen sich der Wirbel der gerade herrschenden „Ich-Moden“ dreht, sondern die scheinbare Normalität der Provinz. Der gesellschaftlich etablierte Restaurator Peter Schönlein bricht aus seiner scheinbar glücklichen Ehe aus und beginnt eine Affäre mit Lisa, der Freundin seines ehemaligen Freundes, des Künstlers Karl Kreiner. Die Beziehung scheitert jedoch und Lisa kommt mit einem Bekannten des Ehepaars Schönlein, Boker, zusammen, während das Ehepaar Schönlein sich endgültig trennt und Kreiner verschwunden bleibt. Fast unmöglich scheint es, in einer Flut von medial vermittelten Emotionen die eigenen Gefühle wiederzufinden, wie auch eine Lebensform, die sich weder durch Abgrenzung von der Gesellschaft noch durch Anpassung ausdrücken muss. Das Handeln der Romanfiguren scheint fremdbestimmt und nicht authentisch, die Reflexion dieses Zustands beginnt jeweils erst mit der Katastrophe der Trennung. In seinem Debütroman spielt Niemann bereits mit dem ständigen Wechsel der Perspektiven und Erzählformen, wodurch der Leser wie durch eine Kamera auf die Figuren blickt. Film- und Fotografie-Metaphern sind dann auch zentrale Motive des Romans.
Rezeption:
Rezensent Peter von Matt fühlt sich an Erzähler der Jahrhundertwende wie Musil oder Schnitzler und deren Komödien des überzüchteten Bewusstseins erinnert, jedoch in einer neuen zeitgenössischen Inszenierung. Den Roman durchziehe mit einer seltsam wilden Energie ein Nachdenken der Figuren über ihr Handeln und Nicht-Handeln, so dass die Physiognomie einer Generation entstehe, die alles über sich wisse, alles tausendfach durchdacht habe, aber im Gefängnis ihrer rundum aufgeklärten Welt eingesperrt bleibe. Bis die Figuren eine Schwelle überschreiten würden, in einen Bereich, für den keine Modelle mehr zur Verfügung stünden. „Von diesem Autor wird man noch hören. Er hat Zeit, er besitzt Reserven, und er wagt es, dem Leser Steine in den Weg zu legen.“ Peter von Matt: Auf der Schwelle, Frankfurter Allgemeine Zeitung, 9. Mai 1998
Für Franz Haas ist Wie man’s nimmt ein breit angelegter Generationenroman, der den Versuch unternimmt, die schwer überschaubare Gegenwart der neunziger Jahre in den Blick zu nehmen. Thema des Buchs sei das Glück in seinen vielfältigen Verkleidungen als Erfolg, Liebe und „deren garstigem Gegenteil“. Haas zählt den Roman zu den Besten seiner Zeit und seines Landes, hält ihn für „sehr deutsch, sehr gründlich, sehr gescheit“. Aber mit seiner Ironie, seinem bösen Blick und seinen abgründig komischen Szenen breche der Autor dieses Muster immer wieder auf und stehe damit „ziemlich brillant da“. „Norbert Niemann inszeniert diesen spätmodernen Reigen mit einer stupenden Vielstimmigkeit, mit furioser Detailliertheit und überrumpelnder Intelligenz.“ Franz Haas: Den Himmel durchschauen, Neue Zürcher Zeitung, 22. März 1998
“Hell”, says Gotthold Lessing, the Enlightenment theorist, “is causality. The effects of what is done or not done continue into infinity. We are guilty because we live. That is hell… Therefore Enlightenment… is nothing but carrying the weight of hell on your shoulders.” This austere view is quoted by Mattias Boker, a failed writer who believes himself to be Lessing’s intellectual heir, towards the end of Norbert Niemann’s novel Wie man’s nimmt (That Depends). Niemann’s literary debut boldly reinvents the Gesellschaftsroman (society novel) within a contemporary context. Needless to say, the idea of the postmodern is anathema to Mattias’ mind, which the narrator dismisses as a “metaphysics machine”. Clearly indebted to recent French cultural theory, Niemann’s important novel analyses the “abwesende Anwesenheit” (absent presence) which haunts his characters’ media-saturated lives. Peter D. Smith: Cause and ill effect, Times Literary Supplement, 26. März 1999
- Schule der Gewalt

Niemanns zweiter Roman Schule der Gewalt ist ebenfalls als gesellschaftskritischer Text zu lesen. In seinem Zentrum steht die Figur des Lehrers Frank Beck, der eine Beziehung mit seiner Schülerin Nadja beginnt. Im Verlauf des Romans eskaliert zunehmend Gewalt, Beck wird von Schülern anonym bedroht und schließlich offen schikaniert. Der zuvor sozial engagierte, sensible und beliebte Lehrer wird schließlich durch die ständige Atmosphäre von Gewalt und Hass selbst zum Amokläufer. Auch in Schule der Gewalt thematisiert Niemann die Frage nach der Fremdbestimmtheit in der Gesellschaft und der Unmöglichkeit, sich darin zu orientieren. Erzählerisch ist dieser Roman stringenter gestaltet, Beck scheint einen Dialog mit einem fiktiven Gegenüber zu führen, der mehr und mehr in einen Monolog umschlägt. Durch das Verweben textueller Versatzstücke, die miteinander kollidieren, wird der Zustand sozialer Verwirrung poetisch verdichtet. Im letzten Kapitel schließlich reduziert sich der Text sukzessive zum Gedankenstrom eines außerhalb seiner selbst Stehenden.
Rezeption:
Helmut Böttiger hebt hervor, dass der Autor in Schule der Gewalt Fragen nachgeht, wie sie in der deutschen Gegenwartsliteratur selten zu finden sind. Politik und Gesellschaft, Sozialisation unter den Bedingungen entfesselter medialer Bedingungen spielen darin eine zentrale Rolle. Der Roman finde eine genuin literarische Form für den Einbruch der Medien in die Wahrnehmung von Wirklichkeit und verbinde sie zwingend mit einer spezifischen Generationsproblematik. Grundthema des Buches sei die Leere, die dadurch wachse, dass die Kommunikationsmaschinerie der Medien wahre zwischenmenschliche Kommunikation ersetze und vernichte. An ihre Stelle trete eine stumme Sprache der Gewalt. Nach Wie man’s nimmt sei Norbert Niemann mit Schule der Gewalt eine konsequente Fortschreibung gelungen: "Mitten hinein in jenen Punkt der Gesellschaft, den man immer mit „Herz“ oder ähnlichen hilflosen Vokabeln bezeichnet hat und der nicht mehr so leicht zu orten ist." Helmut Böttiger: In der Kommunikationsmaschine, Der Tagesspiegel, 2. Dezember 2001
Für Verena Auffermann leistet der Autor mit Schule der Gewalt einen Beitrag zu einem aktuellen Thema und einer hilflos geführten Diskussion über Jugendgewalt, „über missratene Kinder und missratene Eltern“. Glanzstücke des Romans seien u. a. die mitreißenden, in einem beängstigend langsamen Tempo gehaltenen Beschreibungen der Gewalteskalationen. Auffermann vergleicht den Roman mit dem Film American Beauty, der im Januar 2000 in die Kinos kam. Während der Film das Verlangen eines amerikanischen Familienvaters nach der Freundin der Tochter durch schöne Bilder abfedere, insistiere der Roman auf dem ausweglosen Selbstgespräch seines Protagonisten Frank Beck mit einem imaginären Gegenüber. Das „Reale“ missachtend, erlebe Beck, wie dieses ihn einkreise und zurichte. „Frank Beck ist in allem das Gegenteil der „coolen Helden“, die das Fernsehen produziert. Er ist nicht aus Plastik, er ist aus dem gleichen Stoff wie wir.“ Verena Auffermann: Heiß hinter kaltem Blick, Süddeutsche Zeitung, 18./19. August 2001
Ingo Schramm zufolge spielt Schule der Gewalt in einer Gegenwart, in der die direkten Beziehungen zwischen den Menschen weitgehend ersetzt sind durch mediale Metakonstrukte. Sie gaukeln eine Sprache vor, die es längst nicht mehr gibt. Frank Beck, Hauptperson und Ich-Erzähler des Romans, erfahre sein Dasein als eine eskalierende Krise in einer Welt, deren Plot vom allgegenwärtigen Mainstream der Massenmedien vorgegeben werde. In dieser Situation komme es zu einer in ihrer dürstenden Unbeholfenheit anrührenden Beziehung zu seiner Schülerin Nadja. Gemeinsam gelinge ihnen für kurze Zeit das Wunder, eine gemeinsame Sprache zu finden. Doch an der verbotenen Affäre, die im eigentlichen Sinn gar keine sei, entzünde sich zum Ende des Buchs eine latent schon von Anfang an vorhandene Gewalt. Nicht nur wegen der atemlosen Spannung, die den Leser über jede Zeile gefangen halte, oder wegen der hochmodernen, unmanierierten Erzählweise zähle dieses Buch zu den wichtigsten Neuerscheinungen der letzten Zeit. „Gemeinsam mit seinem Erstling Wie man’s nimmt markiert Schule der Gewalt neben den Büchern Don DeLillos oder Michel Houellebecqs eine perspektivische Neuorientierung der Literatur.“ Ingo Schramm: Die Suche nach dem Realen, Netzeitung, 4. Dezember 2001
- Willkommen neue Träume

Der bisher umfang-, themen- und figurenreichste Roman Niemanns ist in auktorialer Erzählperspektive geschrieben. Doch wie auch in seinem Debütroman wechselt sie in Willkommen neue Träume immer wieder in die Innenperspektive der Figuren, die wie durch Kameraschwenks abwechselnd beleuchtet werden. Niemann entwirft in diesem Werk ein Panorama der politischen, medialen, sozialen und kulturellen bundesrepublikanischen Gegenwart des 21. Jahrhunderts. Der junge und erfolgreiche Fernsehjournalist Asger Weidenfeldt kehrt aus Berlin zurück in seine idyllische Heimat in Bayern. Zur Feier der Rückkehr des Sohnes gibt seine Mutter Clara, gealterte Fernsehdiva der 68er-Generation, ein großes Fest, auf dem die Generationen, die Lebensentwürfe und Träume der Gäste aufeinander prallen. Ein über die Feier hineinbrechendes Unwetter symbolisiert gewissermaßen die herrschende Disharmonie. Die Figuren, gesellschaftlich unterschiedlich verankert, werden mit ihren Sorgen, Wünschen, Ängsten, Weltbildern und Vorhaben gezeichnet. Sie versuchen jeweils einen neuen Platz in der Gesellschaft zu finden und blicken gleichzeitig auf ihr bisheriges Leben zurück.
Rezeption:
Roman Bucheli liest Willkommen neue Träume als ein großes Panorama unserer Gesellschaft. Die vielen Figuren, deren Lebenswege sich in einem kleinen Ort der deutschen Provinz kreuzen, durchlaufen einen teils schmerzhaften, teils hoffnungsfrohen Parcours der Selbstfindung. Dabei mache der Autor sein Personal transparent bis zur Durchsichtigkeit. Das Zusammenspiel von aufblühender Imagination und nüchternem Räsonnement verdichte Niemann zu einer Sinnlichkeit des Erzählens und Leichtigkeit des Denkens, die zu einer fast schon aufreizenden Langsamkeit des Geschehens führten. Doch in der so entstehenden Zeitfurche zeige sich der Wandel der Zeit. „Klug komponiert und dennoch in eine barocke Fülle ausgreifend, scharfsinnig und gleichzeitig hingebungsvoll, witzig und poetisch … große Literatur und intellektuelles Vergnügen.“ Roman Bucheli: In der Zeitfurche, Neue Zürcher Zeitung, 23./24. August 2008
Für Christoph Bartmann führt Willkommen neue Träume die Themen von Wie man’s nimmt zu einem Zeitpunkt fort, an dem die Rede vom „totalen Simulacrum“, von der „Kolonisierung unserer Gefühle“ sich beruhigt hat, aber das Geschwätz der sekundären Welt geblieben ist. Der Roman sei im großen Stil komponiert, Ouvertüre und Coda umrahmten fünf breit angelegte Sätze, die im Ton fast an Gottfried Kellers Grünen Heinrich erinnerten. Das Dorf Vössen im Chiemgau fungiere als der Ort, „an dem unser aller Fragen verhandelt werden und unser aller Kritik laut wird“, auch der, wie man sich der Ökonomisierung unseres Lebens erwehren soll. „Es geht, wie selten sonst, um uns und unsere Fragen und Zweifel und vagen Antworten, auch wenn wir gar nicht im Chiemgau leben … wir können dieses Buch nur aus einem Grund ignorieren: weil es uns zu nah ist.“ Christoph Bartmann: Das Unbehagen in der Kulturindustrie, Süddeutsche Zeitung, 19. September 2008
Richard Kämmerlings zählt den Roman in seinem Buch Das kurze Glück der Gegenwart. Deutschsprachige Literatur seit `89 zu denjenigen, die sich einer neuen, veränderten Realität stellen. Für ihn ist Willkommen neue Träume ein sarkastischer Titel. Asger Weidenfeldt, die zentrale Figur des Romans, sei ein Kulturjournalist, der gerade in dem Moment, als seine Karriere dem Höhepunkt zustrebe, zum Aussteiger werde, um den politischen und ökonomischen Verflechtungen des Medienbetriebs zu entfliehen. Die bittere Ironie bestehe darin, dass auch im provinziellen Dorfleben „lokalpolitische Ränkespiele, ökonomische Abhängigkeit und die Gefräßigkeit der Medienleute“ den Mikrokosmos des sozialen Lebens bestimmen. So benutze der Autor zwar ähnliche Pfade wie Adalbert Stifter im „Nachsommer“, allerdings um zu zeigen, dass nicht einmal mehr in der Idylle eines Rosenhauses einer sinnlos beschleunigten Welt Paroli geboten werden könne. „Niemann beweist, dass man auch einen Roman über die Gegenwart schreiben kann, wenn man sich nur voll und ganz auf einen kleinen Ausschnitt der Wirklichkeit einlässt.“ Richard Kämmerlings: Das kurze Glück der Gegenwart. Deutschsprachige Literatur seit `89, Klett-Cotta, Stuttgart 2011
- Die Einzigen

Die Inhaltsangabe des Berlin Verlags:
Marlene Krahl lebt für die Musik. Ihre Kompositionen und Forschungen im Bereich der elektronischen Avantgarde beanspruchen sie mit Haut und Haar, als ihr früherer Bandkollege Harry Bieler sie nach Jahren unverhofft in Venedig wiedertrifft. Noch immer ist er fasziniert von ihr als Frau und Künstlerin. Gegen seine Zweifel setzt sie Entschiedenheit. Er sucht Zugang zu ihren Sphären, will ihr Förderer und Geliebter werden und holt sie nach München zurück. Ihr kompromissloser Kunstwille gibt ihm die Kraft, das familieneigene Unternehmen radikal neu zu erfinden. Doch mit dem wachsenden Erfolg kommt auch die Frage ans Licht, wozu er führt. Und was noch bleibt, wenn sich die Zeiten ändern? Auf der Buchvorstellungs-Site des Berlin Verlags findet sich eine von Niemann kommentierte Playlist zum Roman.
Rezeption:
Helmut Böttiger zufolge gelingt es dem Roman, der „Generation der heute 50-Jährigen einen grell blendenden Spiegel“ vorzuhalten, indem er die Entwicklung einer New-Wave Gruppe von den achtziger Jahren bis heute verfolgt. Niemann zeichne ein vielschichtiges Bild der Musikindustrie sowie der allgemeinen wirtschaftlichen und kulturellen Entwicklungen unserer Zeit. „Was ist aus den flirrenden Bassläufen geworden, bei denen alles möglich war, was aus dem Konzept, den Massengeschmack mit Pop zu unterwandern und die verkrusteten Strukturen aufzubrechen?“ – dies seien die wichtigen Fragen des Romans. Niemann verfalle dabei jedoch niemals in eine Verklärung der Vergangenheit, auch seine Protagonisten denunziere er nie. „Dieses Buch beschreibt Extreme, die es zwar im Leben gibt, aber immer weniger in der Literatur.“ Helmut Böttiger: Flirrende Bassläufe, Die Zeit, 18. November 2014
Für Hans-Peter Kunisch ist Die Einzigen ein kluger Desillusionsroman, der auslotet, was Kunst heute noch kann. Figurenkonstellation und Thema ähneln seiner Meinung nach auf erstaunliche Weise denen von Die Ordnung der Sterne über Como von Monika Zeiner – dennoch seien die Bücher ansonsten völlig verschieden. Die Handlung des Romans und die Beziehung zwischen den beiden Protagonisten nehmen den Leser kaum mit, was aber vor allem daran liege, dass aus der Perspektive des phlegmatischen Harry erzählt werde. Dies sei aber auch nicht das Entscheidende, viel wichtiger ist für Kunisch, was der Roman über Ruhm und den Markt aussage: Harry gebe sich dem Markt hin, Marlene versuche, sich gegen die Kommerzialisierung aufzulehnen, fände aber schlussendlich immerhin zu Harry. „Doch nicht zu früh freuen: Wer Geld verdienen muss, wackelt immer mit Sinn durchs Leben. Wer dem nicht ausgesetzt ist, dem bleibt nur Existenz.“ Hans-Peter Kunisch: Wow, die Seife ist cool, Süddeutsche Zeitung, 29. Oktober 2014
Die Einzigen behandelt Björn Hayer zufolge die Themen Hingabe, Identität und Kraft der Musik in einer fast drei Jahrzehnte umspannenden Liebesbeziehung. Eine vergebliche Sinnsuche in der Spätmoderne, deren desillusionierter Held zeitweise an Aschenbach aus Der Tod in Venedig erinnere, während Marlene, die Geliebte, an eine Protagonistin aus Niemanns früherem Roman Schule der Gewalt angelehnt sei. Was vom Welttheater bleibe, fragt sich der Rezensent. „Vielleicht, Niemann zufolge, die Rettung der Kunst, die sich des Konsums entzieht und der Liebe bedarf.“ Für Hayer finde der Roman aber nicht den passenden Sound für die im Text allgegenwärtige elektronische Musik. Björn Hayer: Elektromusik ist auch keine Lösung, taz, 20. Februar 2015
Aus Sicht von Daniela Weiland handelt es sich bei Die Einzigen um ein intelligentes Buch über Kunst und ihre Vereinnahmung im Kapitalismus. Der Roman erzähle die mit der Musik verbundene Liebesgeschichte von Harry und Marlene. Während Harry sich darauf einlasse, sich musikalisch anzupassen, wolle Marlene der Avantgarde treu bleiben. „Kann sie diese Radikalität durchhalten? Und welche Kompromisse muss sie eingehen? – Und gibt es einen Punkt, an dem sie doch korrumpiert wird?“ Fragen wie diese stelle dieser minutiöse Roman, dessen Kraft darin zu suchen sei, dass er die Probleme ständig neu und auf unterschiedliche Weisen beleuchte. „Ein richtig guter Roman, spannend zu lesen, die vielen Reflexionen über Kunst und Gesellschaft bremsen nicht, sondern bereichern, und da ist noch ein Schluss, der überrascht und einleuchtet.“ Daniela Weiland: Die Einzigen, Bayerisches Fernsehen, 8. Januar 2015
Gisela Pelz sieht in Die Einzigen eine symbolträchtige Kapitalismus- und Medienkritik. Die Handlung zeige, wie stark auch künstlerisches Schaffen durch die modernen Medien den Marktmechanismen unterworfen werde. Dabei werde zum Beispiel die Nebenfigur Joe eingeführt, Marketingfachmann von Harrys geerbter Seifenfabrik, eine mephistophelisch angehauchte Karikatur dieses Erwerbszweigs. Die Werbung für Harrys verkaufte Seifen verknüpfe der Autor auf interessante Weise mit den avantgardistischen Musikexperimenten von Marlene – und auch die Versprachlichung von Klängen, Tönen und Geräuschen im Roman sei virtuos. Kritik äußert Pelz daran, dass teils gehäuft musikwissenschaftliche Termini verwendet würden, die das Lesen erschwerten. Am Ende blieben die wichtigsten Themen des Romans die Einsamkeit des Einzelnen in der Gesellschaft und die alles überdauernde Kraft der Liebe. Gisela Pelz: Avantgarde und Liebe, Freie Presse, 5. Dezember 2014
Zu unrecht sei es in letzter Zeit ruhiger um Norbert Niemann geworden, denn bei Die Einzigen handele es sich um ein außerordentliches Buch über die Kraft der Kunst – so Helmut Böttiger im Deutschlandradio Kultur. Es gehe hier nicht einfach um die Dialektik des Pops, ganz im Gegenteil bearbeite der Roman sehr grundlegende Fragestellungen um Lebensentwürfe und die Rolle der Kunst. Daraus entstehe ein sehr vielschichtiger Text, der gewöhnliche Popattitüden und Diskurse des Kulturpessimismus weit hinter sich lasse. „Die Sätze stimmen, die Interieurs, die Atmosphäre. Und vor allem auch die Geheimnisse.“ Helmut Böttiger: Was wurde aus New Wave?, Deutschlandradio Kultur, 21. November 2014
Niels Beintker ist der Ansicht, Die Einzigen behandle ein Thema, das häufig hinter der Geschichte der DDR und des Dritten Reiches zurückfalle: das der sozialen Situation unserer Zeit. Der Roman wage dies, indem er die unterschiedlichen Lebenskonzepte von Harry Bieler und seiner geliebten ehemaligen Bandkollegin Marlene über mehrere Jahrzehnte betrachte. Vor allem um eine zentrale Frage der heutigen Zeit drehe sich die Handlung: „Wie viel freie Kunst ist noch möglich in einer nahezu umfassend ökonomisierten Welt?“ Doch noch wichtiger ist Beintker zufolge das hinter allem stehende Thema der Freiheit; Die Einzigen fordere eine kritische Auseinandersetzung mit der Ökonomisierung der Gesellschaft. „Damit verteidigt Norbert Niemanns keineswegs nostalgischer Roman einen Grundsatz der Aufklärung, der nach wie vor aktuell ist: Wir sollen Mut haben, uns des eigenen Verstandes zu bedienen.“ Niels Beintker: Lebensentwürfe, die sich ausschließen, NDR, 22. Oktober 2014

## Essays
- Erschütterungen. Literatur und Globalisierung unter dem Diktat von Markt und Macht. Alfred Kröner Verlag 2017, 228 Seiten

Die Inhaltsangabe des Verlags:
„Digitalisierung, Globalisierung und die alles dominierende Marktideologie haben ein Netz von Abhängigkeiten geschaffen, das so unüberschaubar geworden ist, dass der Mensch an die Grenzen seines Fassungsvermögens stößt. Ohne feste Bezugspunkte findet sich der Einzelne wieder in einer von Rissen und Abgründen dominierten Welt. Dieses Gefühl der Verwirrung, des Abgehängtseins, droht umzuschlagen in Primitivismus, der je nach Ausgangslage animistische, nationalistische, rassistische oder religiös fundamentalistische Züge aufweist – mit entsprechenden Konsequenzen für das Realitätsbild, die Daseinsentwürfe und das soziale Miteinander der Menschen. Nicht so in der Literatur. Was uns zu schaffen macht, ist vor allem, dass wir das Gefühl, das uns zu überwältigen droht, nicht fassen, nicht artikulieren können. Was ist es genau, das diese Haltlosigkeit hervorruft? Was weckt in uns das Gefühl der Isolation? Die Literatur aber ist nach wie vor in der Lage, zum Kern der Dinge vorzudringen, indem sie eine Sprache für sie (er)findet. Indem der Schriftsteller Norbert Niemann die Literaturen der Welt betrachtet, eröffnet er auch uns die Möglichkeit, die Welt, wie sie sich uns darbietet, etwas besser zu fassen zu bekommen.“

## Herausgeberschaft/Anthologien
- Inventur. Deutsches Lesebuch 1945–2003. München [u. a.] 2003, 409 Seiten. (zusammen mit Eberhard Rathgeb)

In diesem Lesebuch sind Texte versammelt, die zu den Klassikern der Nachkriegsliteratur zählen, aber auch avantgardistische Literatur. Die Originaltexte werden ergänzt durch Einführungen zu den Autoren und Epochendarstellungen. Die Zusammenstellung dieses Korpus sowie die Kommentare der Herausgeber ermöglichen auch Rückschlüsse auf Niemanns eigene literarische Verortung.
- Keine Lust auf Untergang. Gegen eine Trivialisierung der Gesellschaft. LangenMüller, München 2010, 192 Seiten. (zusammen mit Thomas Kraft)

Mit Beiträgen von Georg M. Oswald, Burkhard Spinnen, Dieter Lattmann, Mirijam Günter, Sylvia Kabus, Martin Hielscher, Norbert Niemann, Dagmar Leupold, Tanja Dückers, Tanja Langer, Hans Pleschinski, Juli Zeh, Richard Wagner, Eva Menasse, Thomas Kraft, Feridun Zaimoglu, Matthias Mala, Steffen Kopetzky, Arwed Vogel, Gert Heidenreich, Eva Leipprand. Dieser Band will ein komplexes Bild der gegenwärtigen kulturellen Veränderungen zeichnen. Der Schwerpunkt liegt dabei auf Literatur und Literaturbetrieb. Herausgegeben für den Verband deutscher Schriftsteller in Bayern (VS-Bayern in ver.di).
- Das freie Wort. Vom öffentlichen Gebrauch der Vernunft im postfaktischen Zeitalter. Allitera Verlag 2017, 208 Seiten.

Seit Januar 2017 veröffentlicht Norbert Niemann Beiträge auf Freitext – Feld für literarisches Denken auf Zeit Online, auf dem Autoren über politische, gesellschaftliche, literarische und persönliche Themen schreiben. Einige der dort erschienenen Texte wurden von Johano Strasser in die Anthologie „Das freie Wort. Vom öffentlichen Gebrauch der Vernunft im postfaktischen Zeitalter“ aufgenommen, für die zahlreiche Intellektuelle Beiträge lieferten, neben Norbert Niemann z. B. Gesine Schwan und Julian Nida-Rümelin. Niemann ist mit dem Text „Rumor“, vertreten, in dem er „die zunehmende Attraktivität von Populisten anhand des Erfolgs einer "amerikanischen Porno-Schmonzette" erklärt, die zum Bestseller gehypt wurde“.

## Werke
Romane
- Wie man’s nimmt. Carl Hanser, München 1998, ISBN 3-446-19288-3.
- Schule der Gewalt. Carl Hanser, München 2001, ISBN 3-446-20056-8.
- Willkommen neue Träume. Carl Hanser, München 2008, ISBN 978-3-446-20994-7.
- Die Einzigen. Berlin Verlag, Berlin 2014, ISBN 978-3-8270-1253-1.

Herausgeberschaft
- Inventur. Deutsches Lesebuch 1945–2003. München [u. a.] 2003, 409 Seiten. (zusammen mit Eberhard Rathgeb)
- Keine Lust auf Untergang. Gegen eine Trivialisierung der Gesellschaft. LangenMüller, München 2010, 192 Seiten. (zusammen mit Thomas Kraft)

Erzählungen
- Sankt Martin. Eine Geschichte vom Sterben, Erzählung, in: Verena Auffermann (Hrsg.): Beste Deutsche Erzähler 2002, Deutsche Verlags-Anstalt, Stuttgart, München 2002, Seiten 14–41.
- Nächtliche Touren im Labyrinth der Altstadt. Ein Wiedersehen mit Regensburg nach zwanzig Jahren, in: Konrad Maria Färber (Hrsg.): Regensburg – Das Gedächtnis Europas, Regensburger Almanach 2008, MZ Buchverlag, Regensburg 2008, Seiten 93–96.
- Kleine Transporter. Texte und Zeichnungen, Bamberg, Edition Villa Concordia 2010, 106 Seiten (zusammen mit Martin Schmidt)
- Burghausen Tag und Nacht (Eine Geisterfahrt). Schreiben mit der Klasse 8a der Hauptschule an der Ichostraße in München, Kurzroman in: Franziska Sperr (Hrsg.): Klasse Geschichten. Schüler und Autoren entwickeln gemeinsam eine Geschichte, Bund-Verlag, Frankfurt am Main 2012, Seiten 107–134.

Essays
Politik
- Akzente 3 / Juni 2001: Politik. Herausgegeben und mit einem Vorwort versehen in Zusammenarbeit mit Georg M. Oswald. Akzente – Zeitschrift für Literatur, herausgegeben von Michael Krüger, Hanser Verlag.
- Abstürze – Zur Wortlosigkeit in der Bilderflut. Ein Vortrag für Bad Münstereifel, in: Konzepte, Zeitschrift für Literatur, Nr. 24 / Juni 2004
- Adenauer im Sex-Shop II. Zum Thema Pornografie und neueste Öffentlichkeit, in: Jörg Metelmann (Hrsg.): Porno-Pop II. Im Erregungsdispositiv, Königshausen & Neumann, Würzburg 2010, Seiten 115–120.
- Lidice. Versuch einer Annäherung, in: Literaturportal Bayern, Ein deutsch-tschechisches Autorentreffen in Lidice 2012, München 2013
- Willys Haut. Über Willy Brandt in meinem Elternhaus, in: Joachim Helfer, Klaus Wettig (Hrsg.): Durchgefressen und durchgehauen. Schriftstellerinnen und Schriftsteller gratulieren der Sozialdemokratischen Partei Deutschlands zum 150.Gründungsjahr, Steidl Verlag, Göttingen 2013, Seiten 179–182.

Gesellschaft
- Ländliche Entwicklung. Eine Liebeserklärung an Niederbayern, in: Thomas Steinfeld (Hrsg.): Deutsche Landschaften. Mit Fotografien von Therese Humboldt, S.Fischer Verlag, Frankfurt/Main 2003, Seiten 304–318.
- Akzente 6 / 2006: Heimat. Herausgegeben in Zusammenarbeit mit Michael Lentz und Wolfgang Matz. Akzente – Zeitschrift für Literatur, herausgegeben von Michael Krüger, Hanser Verlag, 1. Dezember 2006.
- Lokale Meldungen. Über die Lektüre von Lokalzeitungen, in: Thomas Keul (Hrsg.): Unwürdige Lektüren, SchirmerGraf Verlag, München 2008, Seiten 144–152.
- Kulturelle Mutation. Zur Neuauflage von Pier Paolo Pasolinis „Freibeuterschriften“, in: Volltext. Zeitschrift für Literatur, 3/2011

Literaturpolitik
- Akzente 2 / April 1999: Neue Zeiten! Und die Literatur? Akzente der deutschen Gegenwartsliteratur. Herausgegeben und mit einem Vorwort/Beitrag versehen in Zusammenarbeit mit Wolfgang Matz. Akzente – Zeitschrift für Literatur, herausgegeben von Michael Krüger, Hanser Verlag.
- Massenmediale Existenz. Literatur ist das Ketzertum innerhalb der Medienkirche / Aus einem Tagebuch, in: Frankfurter Rundschau 14. August 1999
- Mails, die neueste Öffentlichkeit betreffend, in: Frankfurter Rundschau, 8. Juli 2000
- Strategien der Aufmerksamkeit. Eine Umkreisung. Ein Nachdenken über den Terror des Marktes und die Zukunft der Literatur, in: Hannes Luxbacher, Andreas R. Peternell, Werner Schandor (Hrsg.): Big Business Literatur. Reflexionen über den Marktwert der Literatur, Triton-Verlag, Wien 2002, Seiten 19–32.
- Leistungskurs Literatur. Ein Plädoyer für Schullesungen, in: Thomas Böhm (Hrsg.): Auf kurze Distanz. Die Autorenlesung: O-Töne, Geschichten, Ideen, Tropen Verlag, Köln 2003, Seiten 106–118.

Literaturtheorie
- Selber das Fernsehen werden, das wär’s. Zappen statt leben. Elfriede Jelineks frühe Texte, in: du. Oktober 1999
- Rekonstruktion und Revolte. Eine Bestandsaufnahme, in: Perikles Monioudis (Hrsg.): Schraffur der Welt. Junge Schriftsteller über das Schreiben, Econ Ullstein List Verlag, München 2000, Seiten 24–36.
- Teure Verständnislosigkeit. Ingeborg Bachmann und die Gegenwart. Eine Verdeutlichung der radikalen Poetologie der großen Dichterin, in: Reinhard Baumgart, Thomas Tebbe (Hrsg.): Einsam sind alle Brücken. Autoren schreiben über Ingeborg Bachmann, Piper Verlag, München 2001, Seiten 67–81.
- Korrekturen an der Schönen Neuen Welt. Eine Auseinandersetzung mit dem Roman Elementarteilchen von Michel Houellebecq, in: Thomas Steinfeld (Hrsg.): Das Phänomen Houellebecq, DuMont Buchverlag, Köln 2001, Seiten 82–90.
- Akzente 4 / 2002: Tradition. Herausgegeben und mit einem Beitrag in Zusammenarbeit mit Georg M. Oswald und Wolfgang Matz. Akzente – Zeitschrift für Literatur, herausgegeben von Michael Krüger, Hanser Verlag.
- Bölls Vermächtnis, in: Die Zeit Nr. 2 / 2. Januar 2003
- Der letzte Link. Ein Nachwort zum posthum veröffentlichten Roman des Freundes Heiner Link, in: Heiner Link: Frl. Ursula. Roman. Rowohlt Verlag, Reinbek 2003, Seiten 211–223.
- Akzente 3 / 2005: Schönheit. Herausgegeben und mit einem Vorwort versehen in Zusammenarbeit mit Michael Lentz. Akzente – Zeitschrift für Literatur, herausgegeben von Michael Krüger, Hanser Verlag, 1. Juni 2005.
- Uwe Johnson heute. Eine Hommage, Beitrag in: Uwe Neumann (Hrsg.): Johnson-Jahre. Zeugnisse aus sechs Jahrzehnten, Suhrkamp Verlag, Frankfurt am Main 2007, Seiten 1033–1037.
- Akzente 4 / 2008: Roman. Herausgegeben in Zusammenarbeit mit Michael Lentz und Wolfgang Matz sowie mit einem Gespräch mit Ingo Schulze über das Romaneschreiben. Akzente – Zeitschrift für Literatur, herausgegeben von Michael Krüger, Hanser Verlag, 1. Juni 2008.
- Verschränkung der Welten, Sprenkelung des Daseins. Versuch über das Epische in Alfred Döblins Spätwerk, in: Neue Rundschau 1/2009: Alfred Döblin (hg.v. Jörg Fessmann), Frankfurt am Main 2009, Seiten 9–22.
- Ein langes Gespräch. Zu Ingo Schulze, in: Heinz Ludwig Arnold (Hrsg.): Ingo Schulze, Text + Kritik 193, edition text + kritik, München 2012, Seiten 60–67.
- Die Aura des Verschwindens der Aura. Zu den Gedichten von Alexander Skidan, Einführung in: Michael Krüger (Hrsg.): Akzente. Zeitschrift für Literatur, Heft 4 / August 2013, Carl Hanser Verlag, München 2013, Seiten 366f.
- Erschütterungen: Literatur und Globalisierung unter dem Diktat von Markt und Macht, Alfred Kröner Verlag, Stuttgart 2017, 228 S.

Musik
- Plastic People. Frank Zappa und The Mothers Of Invention, in: Thomas Kraft (Hrsg.): Beat Stories, Blumenbar Verlag, München 2008, Seiten 232–235.
- Live at the Hochhaus. The Who, Live at Leeds, in: Die Zeit Nr. 30, 21. Juli 2008
- Lass dich nicht täuschen. Talking Heads, in: Thomas Kraft, Alexander Müller, Arne Rautenberg (Hrsg.): Punk Stories, LangenMüller, München 2011, Seiten 222–227.

Bildende Kunst
- Jacopo Tintoretto: ‚Das letzte Abendmahl, in: vdu. Zeitschrift für Kultur / 769, September 2006
- Ideen zur Erregung von Körpern. Für den Künstler Bodo Korsig, Kurzprosa in: Bodo Korsig: Where can I buy a new brain? Katalog 2006/2007, Goliath Verlagsgesellschaft, Frankfurt am Main 2006.
- Mediale Ikonen. Über den Maler Anton Petz. Überlegungen zum kunsttheoretischen Stand der Dinge, in: Anton Petz: Mächte & Massen, deutsch/englisch, Ausstellungskatalog, München 2013, Seiten 136–143.

Theater
- Schritt für Schritt – Ein Plädoyer für die Zukunft des Theaters. Ein Abschied vom Monolog auf der Bühne, in: Elisabeth Schweeger, Eberhard Witt (Hrsg.): Ach Deutschland, belleville Verlag Michael Farin, München 2000, Seiten 117–121.

Bühnenarbeit
- Die Rückreise (Taschenoper, Musik: Fausto Tuscano, Regie: Reinhard Lay, UA Salzburg 2009)
- Hannah und Tim (Kurzoper, Musik: Johannes X. Schachtner, Regie: Johanna Wehner, UA München 2010)
- Politisches Lied (Musik: Stefan Schulski, UA München 2011)
- Musicophilia (Musiktheater über Musik und Gehirn nach Oliver Sacks’ „Der einarmige Pianist“, Musik: Steffen Wick, Elektronik: Simon Detel, Video: Stefano Di Buduo, Bühne: Marc Thurow, Regie: Axel Tangerding, UA München 2012)

## Preise
- 1997 Ingeborg-Bachmann-Preis
- 1998 Förderpreis des Landes Bayern für Literatur
- 1999 Clemens-Brentano-Preis
- 2015 Carl-Amery-Literaturpreis